# Patache

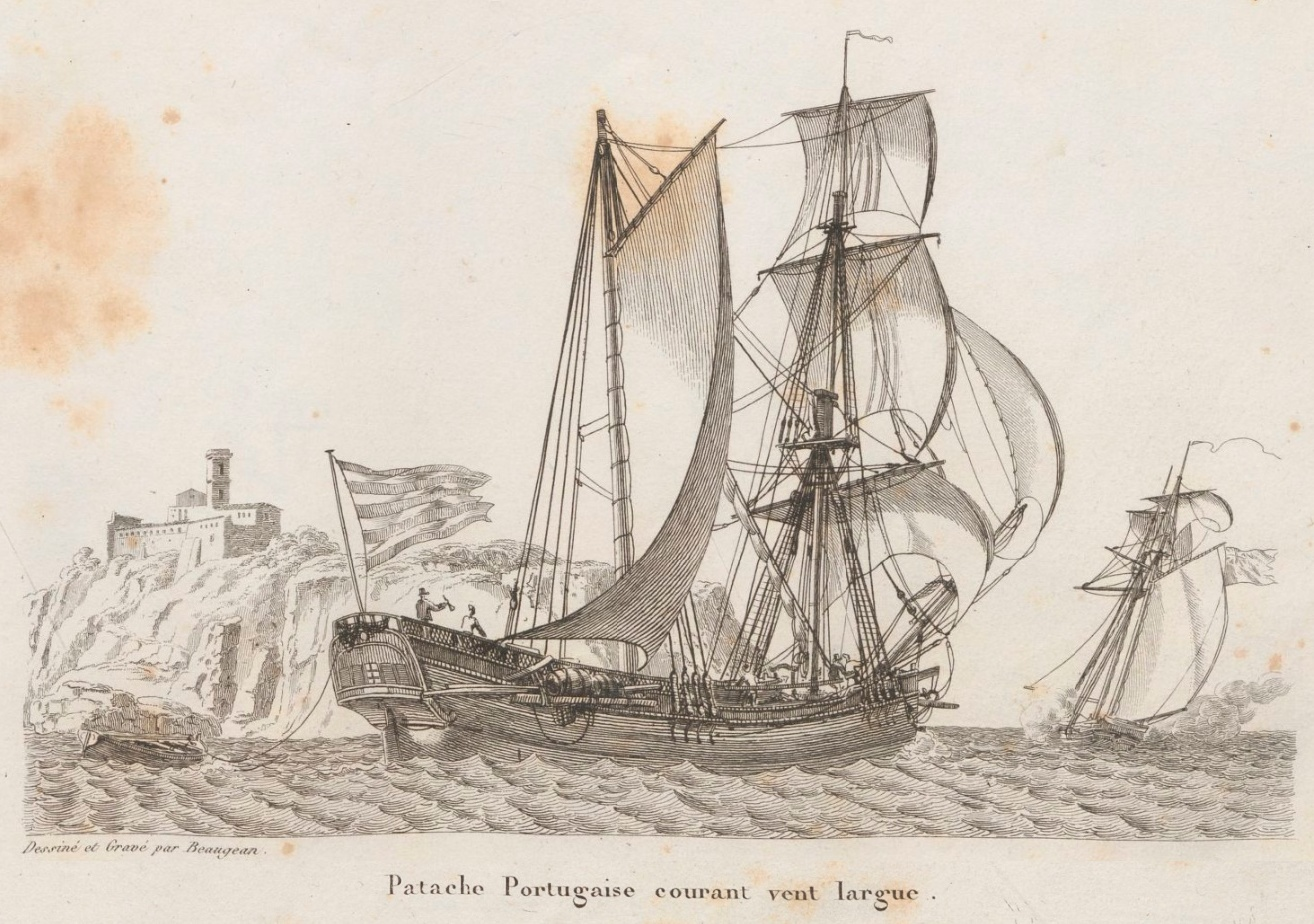
Patache ibérico en un grabado de principios del siglo XIX. Si bien se habían producido mejoras en el casco haciéndolo más marinero, la arboladura y velamen no había sufrido cambios desde el siglo XVI

Un patache es un tipo de embarcación de vela con dos palos, muy ligera y de poco calado, una especie de mezcla entre un bergantín y una goleta, que en sus inicios fue un barco de guerra, estando destinado a la vigilancia e inspección de las costas y puertos, normalmente supeditada a otra embarcación de más importancia o tamaño, y también para viajes transpacíficos, aunque posteriormente se utilizó para fines civiles o de aprovisionamiento, y que solía ser de unas 30 toneladas.

## Historia
Fue usado sobre todo por la Armada española en los siglos XV, XVI, XVII y XVIII para la defensa y vigilancia de los territorios del imperio español en ultramar. El patache era también el nombre que los españoles y los portugueses daban a un pequeño buque de guerra (barca, tartana, etc.), cuyo papel era actuar como explorador de barcos más grandes o escoltar convoyes de mercaderes. Podía utilizarse para enviar despachos: se le conocía como «patache de aviso».
Por su ligereza y velocidad de desplazamiento fue empleado por corsarios españoles y holandeses para atacar a navíos comerciales.
Participaron flotillas de pataches en varias batallas históricas, como:
- La Jornada de Inglaterra, intento de invasión española de Inglaterra por parte de la Armada española en 1579.
- La batalla de Alcazarquivir, que tuvo lugar el 4 de agosto de 1578 y enfrentó a las fuerzas portuguesas y a las de los pretendientes al trono de Marruecos.
- La batalla de la isla Terceira, en 1582, entre franceses y españoles.
- Una veintena de pataches están atestiguados en 1588 formando parte de la Armada Invencible.[1]
- Uno de ellos estuvo presente en la gran batalla del cabo Celidonia, venciendo a una flota turca casi diez veces superior.
- Formaron parte de la Armada del Océano en 1700 aprox.
- La batalla de las Dunas entre las armadas española y holandesa, que se libró el 21 de octubre de 1639 en la rada de las Dunas —o de los Bajíos— (The Downs), cerca de la costa del condado de Kent, en Inglaterra, en el transcurso de la Guerra de los Ochenta Años.

## Listado de pataches históricos
- Germán, hundido en 1898 en Portosín, Galicia.
- El Galgo y La Margarita, perteneciente a la Armada real de la guardia de la carrera de las Indias, varado en la isla de la Bermuda, en 1639.
- San Juan y San Pedro 1639, pataches vasco y flamenco, respectivamente, pertenecientes a Juana Larando y que se dedicaron al saqueo de navíos en la costa de Francia y el Canal de la Mancha.
- San Nicolás, adquirido por la Corona española en 1636 a Gabriel de Tamaril.
- Buen Jesús, enviado por la Corona española en 1648 desde Panamá a las Islas Filipinas, para comprobar si estas habían caído en manos de los neerlandeses.
- Santa Cruz, construido en 1698 en los astilleros reales de Guayaquil, armado con 44 cañones, y con una tripulación de 300 marineros bajo el mando de Nicolás de la Rosa, conde de Vega Florida, y que formaba parte de la Flota de Tierra Firme.
- Ntra. Señora del Carmen, capitaneado por Araoz en 1708.
- San Lucas, quizás el patache más famoso, capitaneado por Alonso de Arellano, llevaba de piloto al mulato ayamontino Lope Marti, cuyos conocimientos de navegación, junto a los datos ofrecidos por fray Andrès de Urdaneta, le permitió realizar el primer tornaviaje en 1565, algo que se había intentado en otras cinco ocasiones en los 25 años anteriores.